# Or (Fluss)
Der Or (russisch Орь; kasachisch Ор) ist ein linker Nebenfluss des Ural im kasachischen Gebiet Aqtöbe und der russischen Oblast Orenburg.
Der Or entsteht am Zusammenfluss von Schili und Terisbutak an den Westhängen des Mugodschar-Gebirges in Westkasachstan. Der Fluss fließt in nördlicher Richtung in die Oblast Orenburg und mündet schließlich nach 332 km bei Orsk in den Ural. Der Or entwässert ein Areal von 18.600 km². Er wird hauptsächlich von der Schneeschmelze gespeist. 61 km oberhalb der Mündung beträgt der mittlere Abfluss 21,3 m³/s. Zwischen April und Mitte Mai führt der Or regelmäßig Hochwasser. Ende Oktober / Anfang November gefriert der Or. Ende März / Anfang April ist der Or wieder eisfrei. Das Wasser des Or wird zur Bewässerung und für die Wasserversorgung genutzt.